# Johann Elert Bode
Johann Elert Bode (Hamburgo, Alemania, 19 de enero de 1747-Berlín, 23 de noviembre de 1826) fue un astrónomo alemán. Considerado en su tiempo el más grande astrónomo de su país, Bode llegó a ser miembro de la Academia de Ciencias de Berlín y director del observatorio astronómico de la capital alemana. Se distingue por haber compilado y publicado la primera efemérides en idioma alemán, titulada Astronomisches Jahrbuch oder Ephemeris. Fue además un gran descubridor y catalogador de objeto del espacio profundo, como nebulosas y cúmulos globulares.
Recomendó el nombre de Urano para el planeta descubierto por William Herschel, al que aquel había bautizado con el inusual nombre de "Jorge" (por el rey de Inglaterra).
A pesar de haber sido un gran observador, su carrera se vio inmersa en una interminable serie de polémicas por la precedencia de sus descubrimientos. Se atribuyó la célebre "Ley de Titius", que hoy se conoce como Ley de Titius-Bode.

## Vida y obra

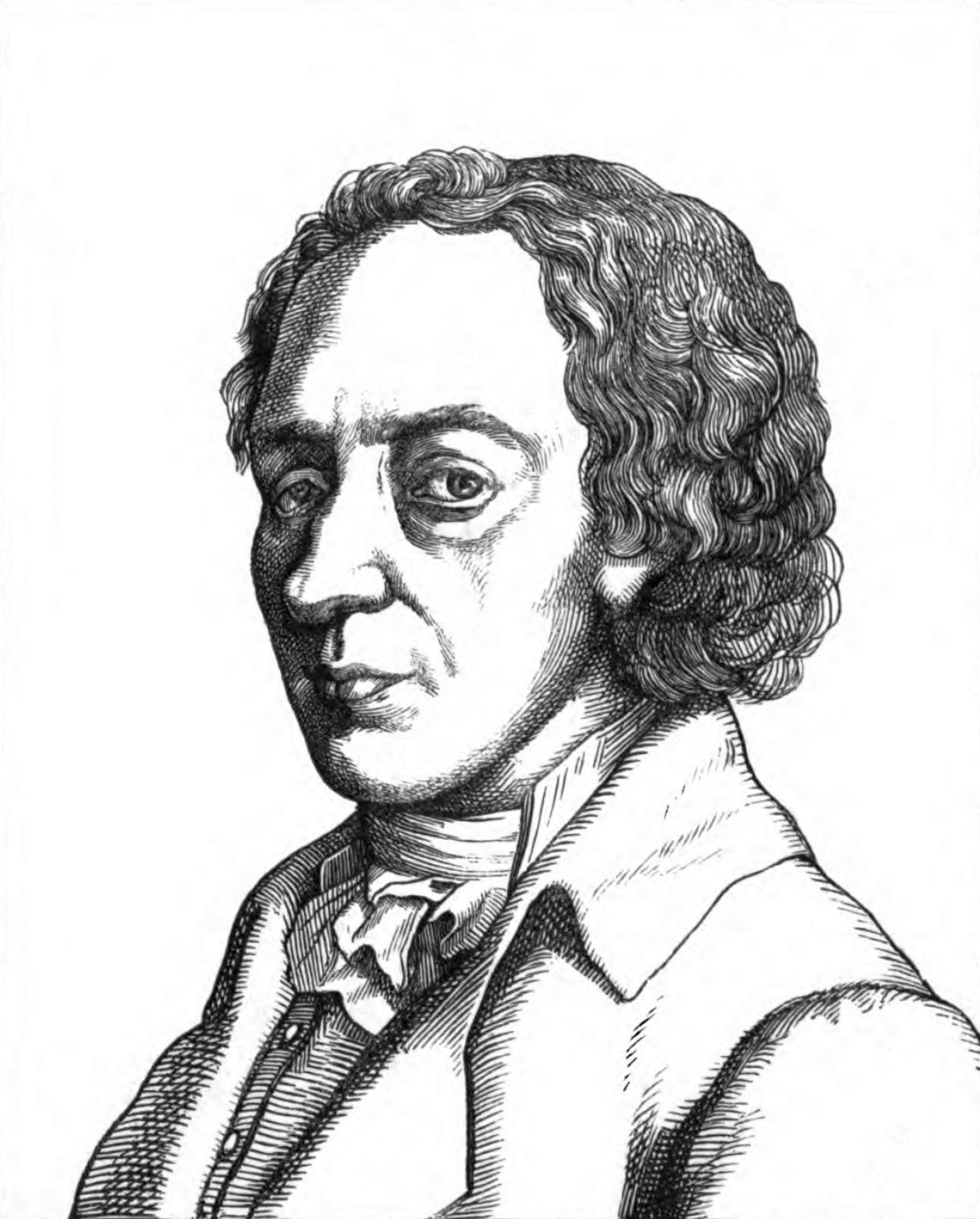
Johann Bode

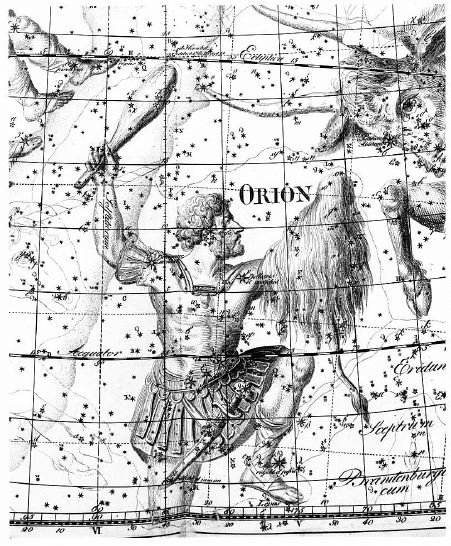
Lámina de Uranographia mostrando la constelación de Orión

Bode nació en Hamburgo. En su juventud sufrió una enfermedad ocular grave que dañó sobre todo su ojo derecho; continuó teniendo problemas con su visión a lo largo de toda su vida.
Desde muy joven se mostró dotado para las matemáticas, lo que atrajo la atención del matemático Johann Georg Büsch, quien le permitió usar su biblioteca.
Comenzó su carrera con la publicación de un breve trabajo sobre el eclipse solar del 5 de agosto de 1766, seguido por un tratado de astronomía elemental titulado Anleitung zur Kenntniss des gestirnten Himmel (1768, 10.ª ed. 1844), cuyo éxito le llevó a ser invitado a Berlín en 1772 por Johann Heinrich Lambert para participar en un programa de cálculo de efemérides. Allí fundó en 1774 el conocido Astro-Jahrbuch, compilando y publicando 51 volúmenes anuales.
Se convirtió en director del Observatorio de Berlín en 1786, cargo del que se retiró en 1825.
Allí se publicó el Uranographia en 1801, un atlas celeste que combina la precisión científica en la que muestra las posiciones de las estrellas y de otros cuerpos astronómicos, con la interpretación artística de las figuras de las constelaciones. El Uranographia es la culminación de una época de la representación artística de las constelaciones. Atlas posteriores mostraron cada vez figuras menos elaboradas, hasta acabar desapareciendo de la mayoría de las sucesivas publicaciones posteriores.
Bode publicó también otro pequeño atlas estelar destinado a los aficionados astronómicos (Vorstellung der Gestirne). Se le atribuye el descubrimiento de la galaxia de Bode M81 y M82 en 1774 y M54 al año siguiente. La lista de los objetos encontrados por primera vez por Bode sería interminable: M92 en 1777, M64 en 1779, NGC 2548, e IC 4665.
El cometa Bode (C1779A1 Bode) recibió su nombre (su órbita fue calculada por Erik Prosperin). El asteroide (998) Bodea, descubierto por Karl Reinmuth el 6 de agosto de 1923, en Heidelberg, también fue bautizado en su honor, con la letra "a" añadida a su nombre para cumplir con la convención de que a los asteroides se les diesen nombres femeninos.
Con posterioridad, el cráter lunar Bode fue bautizado con este nombre en su honor por la IAU. De igual manera, el asteroide (998) Bodea también conmemora su nombre.
Su nombre se convirtió en adjunto a la "ley" descubierta por Johann Daniel Titius en 1766. Bode inicialmente hizo mención de ella en el Anleitung zur Kenntniss des gestirnten Himmel en una nota al pie, y aunque a menudo se llama oficialmente la Ley de Titius-Bode, también es comúnmente llamada simplemente la ley de Bode. Esta ley intenta explicar la fórmula de las distancias de los planetas al Sol que irónicamente dejaba de cumplirse para el planeta (entonces desconocido) que más tarde fue descubierto en Berlín: Neptuno. Fue el descubrimiento de Urano en una posición predicha por la ley lo que despertó un gran interés por ella. De hecho, había una brecha (donde "falta" un planeta) entre Marte y Júpiter, y Bode instó a la búsqueda de un planeta en esta región, que culminó en un grupo formado para este propósito, denominado "Policía Celeste". Sin embargo, antes de que el grupo iniciase su búsqueda, fueron superados por Giuseppe Piazzi, quien descubrió desde Palermo en 1801 el asteroide Ceres en la posición predicha por Bode.
Posteriormente la ley fue muy cuestionada cuando se observó que Ceres era solo uno más de un pequeño número de asteroides y cuando se descubrió que Neptuno no estaba en la posición requerida por la ley. El descubrimiento de planetas alrededor de otras estrellas ha traído la ley de nuevo al campo del debate.

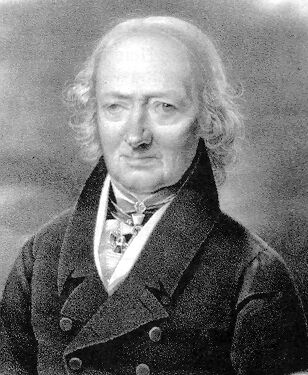
Johann Bode

El propio Bode estuvo involucrado directamente en la investigación del descubrimiento del planeta Urano en 1781, el primer planeta descubierto mediante el telescopio por ser prácticamente invisible a simple vista. Bode consultó antiguas cartas estelares y encontró numerosos ejemplos que daban la posición del planeta, confundido sistemáticamente con una estrella. Por ejemplo, el astrónomo real de Gran Bretaña John Flamsteed lo había enumerado en su catálogo de 1690 como una estrella con el nombre de 34 Tauro. Estos avistamientos anteriores permitieron un cálculo exacto de la órbita del nuevo planeta.
Bode también fue el encargado de dar al nuevo planeta su nombre. El descubridor William Herschel propuso ponerle el nombre de Jorge III, lo que no sería fácilmente aceptado en otros países. Bode optó por Urano, con la lógica evidente de que al igual que Saturno era el padre de Júpiter, el nuevo planeta debería su nombre al padre de Saturno.
 Hubo otras alternativas propuestas, pero en última instancia la sugerencia de Bode se convirtió en la más utilizada. Sin embargo, tuvo que esperar hasta 1850 antes de ganar la aceptación oficial en Gran Bretaña, cuando la Oficina del Almanaque Náutico dejase de utilizar el nombre estrella Georgia, pasando a utilizar Urano en su lugar.
En 1789, el colega de Bode en la Real Academia de Berlín, Martin Klaproth, se inspiró en el nombre ideado por Bode para el planeta, utilizándolo para nombrar el elemento que acababa de descubrir: el "uranio".
Entre 1787 y 1825 fue director del Astronomisches Rechen-Institut. En 1794, fue elegido miembro extranjero de la Real Academia de las Ciencias de Suecia. En abril de 1789 resultó elegido miembro de la Royal Society.
Bode murió en Berlín el 23 de noviembre de 1826, a los 79 años.

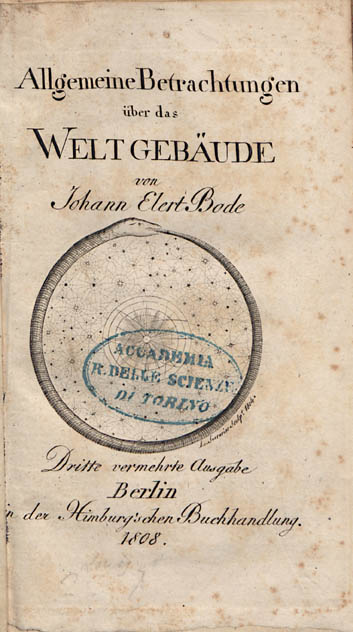
Allgemeine Betrachtungen über das Weltgebäude, 1808

## Las polémicas

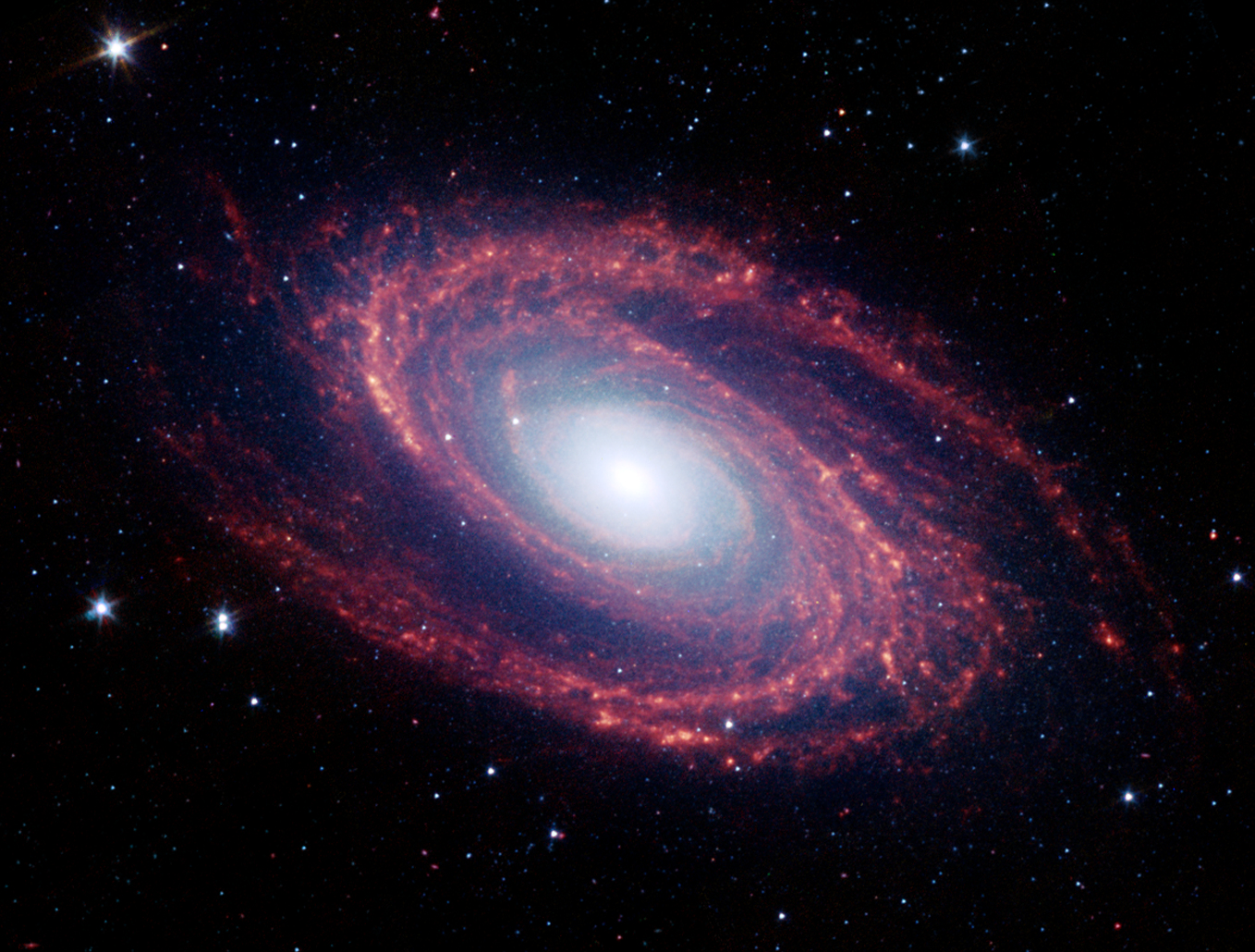
M81, descubierta por Bode

Dado el extravagante carácter del astrónomo, las polémicas comenzaron a aparecer muy pronto. Cuando siendo muy joven empezó a catalogar los objeto del espacio profundo y publicó un catálogo de 20 de ellos, que decía haber descubierto entre 1774 y 1775, muy pronto se comprobó que 17 ya habían sido catalogados por otros astrónomos.
Dos años más tarde publicó un nuevo catálogo titulado pomposamente "Catálogo completo de cúmulos y nebulosas estelares jamás observadas hasta el momento", pero, de los 75 cúmulos y nebulosas allí descritos, 25 directamente no existen. El motivo es que Bode no se molestó en observar sus objetos uno por uno, sino que simplemente "plagió" todos los catálogos que otros astrónomos —incluyendo al célebre Johannes Hevelius— habían publicado en los seis años anteriores. Esos catálogos señalaban expresamente que muchos resultados estaban pendientes de confirmación, aclaración que Bode omitió incluir en el suyo.
Cuando publicó en 1768 su poco humildemente titulado libro "Manual de instrucciones para el aprendizaje de los cielos estrellados", incluyó en él la hoy célebre Ley de Titius, pero evitando mencionar el nombre de su descubridor. Titius se la había explicado a poco de descubrirla (en 1766), por lo que la omisión del nombre del astrónomo original se ha considerado una grave violación a la ética profesional y al derecho de precedencia. Esta falla se ha subsanado rebautizando a la Ley (que expresa con asombrosa precisión y algunos misterios la distancia al Sol de los planetas) "Ley de Titius-Bode".